# Clapham South (London Underground)

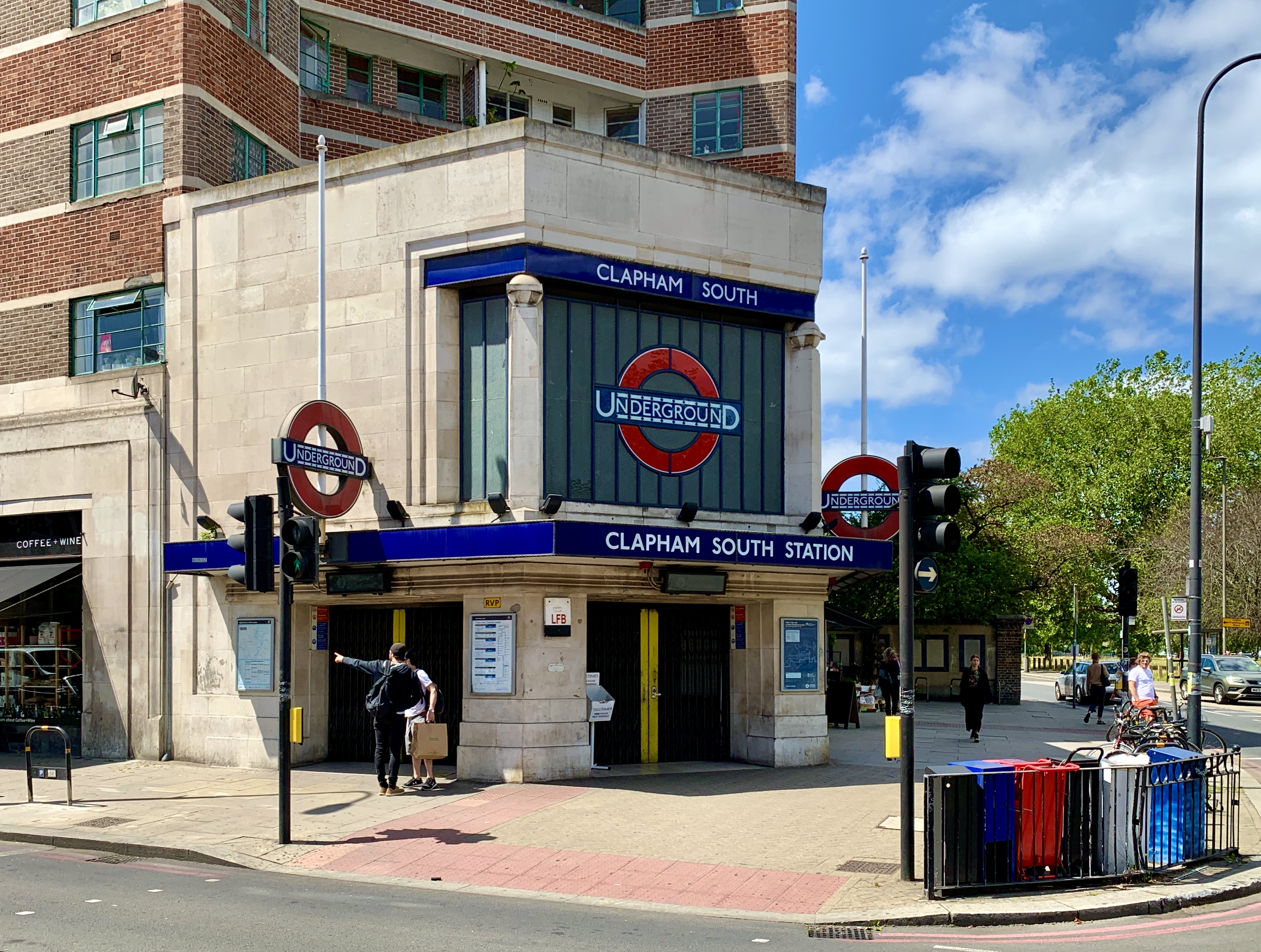
Eingang zur Station

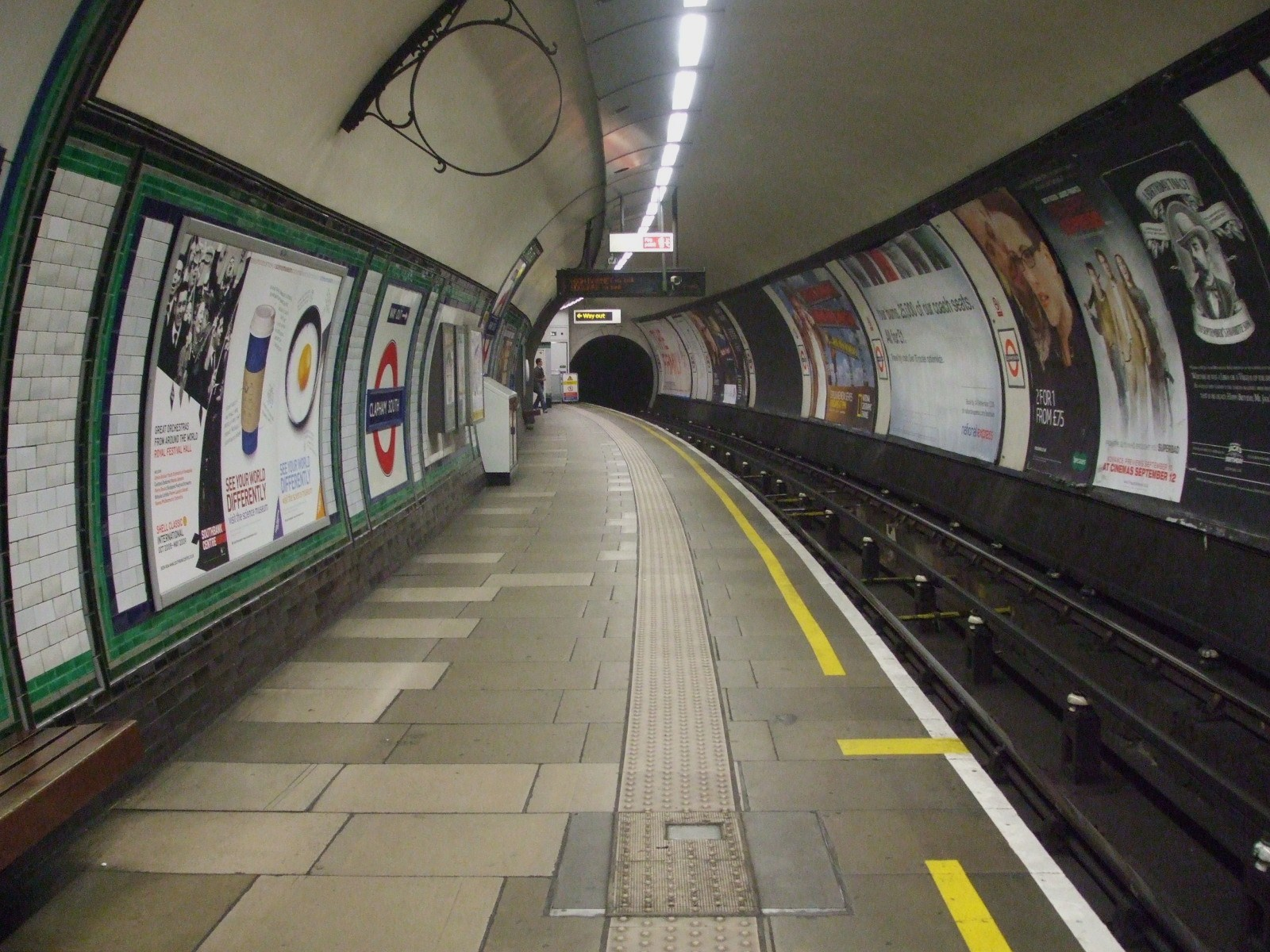
Bahnsteig in Richtung Norden

Clapham South ist eine unterirdische Station der London Underground im Stadtbezirk London Borough of Lambeth. Sie befindet sich an der Grenze der Travelcard-Tarifzonen 2 und 3. Beim Stationsgebäude am südlichen Ende des Parks Clapham Common kreuzen sich die Hauptstraßen Balham Hill und Nightingale Lane. Im Jahr 2013 nutzten 7,58 Millionen Fahrgäste diese von Zügen der Northern Line bediente Station.
Die Eröffnung der Station erfolgte am 13. September 1926, als Teil der Verlängerung von Clapham Common nach Morden. Als mögliche Stationsnamen waren auch Balham North und Nightingale Lane im Gespräch. Die von Charles Holden entworfene Station ist ein aus Portland-Stein bestehendes Gebäude im modernistischen Stil. Die Fliesen bei den Bahnsteigen und in den Zugangstunneln sind im Originalzustand erhalten geblieben. Seit 1987 steht das Gebäude unter Denkmalschutz (Grade II). Mitte der 1930er Jahre entstand über dem Eingang das Wohnhaus Westbury Court.
Clapham South ist eine von acht Stationen der London Underground, die während des Zweiten Weltkriegs zu einem Luftschutzbunker ausgebaut wurden. Die Bauarbeiten begannen im November 1940 und waren im März 1942 abgeschlossen. Bei Bedarf konnten bis zu 7952 Menschen hier untergebracht werden. Nach Kriegsende war der Bunker noch einmal in Verwendung, als 1948 für kurze Zeit mehrere hundert Einwanderer aus Jamaika hier lebten.